# Houston, we have a problem
"Houston, we have a problem" (em português:  "Houston, nós temos um problema") é uma citação popular, mas um pouco errônea, das comunicações de rádio entre os astronautas da Apollo 13 Jack Swigert, Jim Lovell e o Centro de Controle de Missão da NASA ("Houston") durante o vôo espacial da Apollo 13 em 1970, enquanto os astronautas comunicavam sua descoberta da explosão que paralisou sua espaçonave ao controle de missão.
As palavras realmente ditas, inicialmente por Swigert, foram "Okay, Houston, we've had a problem here" ("Ok, Houston, tivemos um problema aqui"). Depois de ser solicitado a repetir a transmissão pelo CAPCOM Jack R. Lousma, desta vez Lovell respondeu com "Ah, Houston, we've had a problem" ("Ah, Houston, tivemos um problema").
Desde então, a frase "Houston, nós temos um problema" tornou-se popular, sendo usada para dar conta, informalmente, do surgimento de um problema imprevisto, muitas vezes com uma sensação de eufemismo irônico.

## A mensagem
O Diário de Voo da Apollo 13 lista os registros de data e hora e o diálogo entre os astronautas e o Controle de Missão. Junto com o áudio original, a mensagem era:
55:55:19 Swigert: Ok, Houston...
55:55:19 Lovell: [ilegível]
55:55:20 Swigert: ...temos um problema aqui.
55:55:28 Lousma: Aqui é Houston. Diga novamente, por favor.
55:55:35 Lovell: Uh, Houston, tivemos um problema. Tivemos uma subtensão do barramento B principal.
No capítulo 13 de Apollo Expeditions to the Moon (1975), Jim Lovell relembra o evento: "Jack Swigert viu uma luz de advertência que acompanhou o estrondo e disse: 'Houston, tivemos um problema aqui.' Eu vim e disse ao chão que era um subtensão do barramento B principal. Eram 21:08 horas em 13 de abril."

## Na mídia
No filme Apollo 13 de 1995, a citação real foi encurtada para "Houston, nós temos um problema". O roteirista William Broyles Jr. fez a mudança, afirmando que o tempo verbal usado na verdade "não era tão dramático". Broyles e a linguista da Universidade Americana Naomi Baron disseram que a fala real não funcionaria bem em um filme de suspense. A citação ficou em 50.º lugar nas 100 maiores citações de filmes da AFI em junho de 2005.